# Hepburn Shire
Hepburn Shire is een Local Government Area (LGA) in Australië in de staat Victoria. Hepburn Shire telt 14.959 inwoners. De hoofdplaats is Daylesford.